# Кажан Галина Володимирівна
Галина Володимирівна Кажан, до шлюбу Рудюк (нар. 11 серпня 1948, с. Гайки Турійського району Волинської області) — українська акторка, артистка розмовного жанру.

## Біографія
Галина Рудюк народилась 11 серпня 1948 року в селі Гайки Турійського району Волинської області.
У 1967—1971 роках навчалася в Київському інституті театрального мистецтва ім. І. К. Карпенка-Карого (клас Анатолія Скибенка, В. Приймака). Відтоді і до 1981 року — акторка Львівського українського драматичного театру ім. М. Заньковецької, у 1981—1986 роках — Волинського українського музично-драматичного театру імені Тараса Шевченка. У 1985 році стала лауреаткою республіканського конкурсу серед майстрів художнього слова. У 1986—2005  роках — артистка розмовного жанру Волинської філармонії, де організувала поетичний театр одного актора.
Викладала на кафедрі історії і культури української мови Волинського національного університету ім. Лесі Українки.
Водночас Галина Кажан займалася громадською роботою, членкиня Волинської крайової організації Всеукраїнського товариства «Просвіта» імені Тараса Шевченка, одна з організаторів Волинської крайової організації Української Гельсінської спілки. У 1998 році була нагороджена золотим тризубом Народного руху України. Членкиня Національної спілки театральних діячів України (з 1974 року) та Національної спілки журналістів України (з 2006 р.).

## Творчість

### Моновистави
- «Вогонь моїх пісень», «Одержима», «Та вір мені, що я тебе любила» за творами Лесі Українки,
- «Дума про Україну» Тараса Шевченка,
- «Маруся Чурай», «Безсмертний дотик душі», «Берестечко» Ліни Костенко,
- «Яка це музика — любов» Володимира Сосюри,
- «Це не ваша печаль» Оксани Забужко,
- «Монологи експонатів фашистського концтабору» за Олександром Богачуком,
- «Святая святих» за повістю Володимира Яворівського «Автопортрет з уяви» (про Катерину Білокур),
- «Жельсоміна», «Санд, або Аврора Свободи» за П'єррет Дюпуайє,
- «Життя в рожевому світлі» за Сімоною Берто.

### Ролі
- Василина («Суєта» Івана Карпенка-Карого),
- Мавка («Ніч на полонині» Олександра Олеся),
- Юлічка («Прапороносці» Олеся Гончара),
- Оленка («Голубі олені» Олексія Коломійця),
- Брехня («Казка про правду і брехню» Богдана Стельмаха),
- Принц Вельський («Річард III» Вільяма Шекспіра).

## Нагороди
- Заслужена артистка України (1997);
- Орден княгині Ольги III ступеня (2008)[2].